# HP 3PAR
3PAR Inc. – amerykański producent systemów pamięci masowej oraz oprogramowania służących do zarządzania pamięcią masową. Centrala firmy znajduje się we Fremont, Kalifornia, USA. 3PAR produkuje produkty klasy enterprise pamięci masowych, włączając w to macierze dyskowe i oprogramowanie zarządzające dla tych produktów.
Sztandarowy produkt firmy 3PAR, serwer pamięci masowej InServ, służy jako podstawa dla budowy wielu data center. Istnieje kilka wersji serwera InServ – seria S (S400 oraz S800) oraz seria T, która konkuruje bezpośrednio z high-endowymi, monolitycznymi macierzami takimi jak EMC DMX oraz HDS USPV; oraz modele serii F (F200 oraz F300 – następcy serii E), konkurenci macierzy EMC CX, IBM DS5000 lub HP EVA (rynek midrange). We wszystkich tych macierzach firmy 3PAR znajduje się system operacyjny InFormOS.
We wrześniu 2010 roku firma została przejęta przez Hewlett-Packard za 2,35 mld dolarów.